# If They Knew
«If They Knew» es una canción de TLC, perteneciente a su tercer álbum de estudio FanMail (1999). Es la séptima pista del álbum, y está coescrita por dos de las miembros del grupo, Tionne "T-Boz" Watkins y Lisa "Left Eye" Lopes, además del productor Dallas Austin. La canción trata sobre el tipo de relaciones que tienen un infiel y lo que sucedería si su pareja se enterara. Se suponía que esta canción presentaría a Busta Rhymes. Fue grabada y mezclada en Darp Studios en Atlanta, Georgia.

## Citas
"Esta canción solo ofrece otra perspectiva [de una relación], porque definitivamente no se trata de estar de ese lado en absoluto. Pero siempre pensamos que era importante hacer canciones que no siempre fueran solo desde nuestro punto de vista, sino de algunos de nuestros amigos que estaban experimentando cosas así.", Rozonda "Chilli" Thomas en una entrevista para Billboard por los veinte años de aniversario del álbum FanMail.

## Personal
- Dallas Austin - composición, arreglos
- John Horesco IV - asistencia de mezcla
- Ty Hudson - asistencia de grabación
- Debra Killings - voz de fondo
- Carlton Lynn - grabación y asistencia
- Lisa "Left Eye" Lopes - composición, rap
- Jerry Lumpkins - teclado adicional
- Rico Lumpkins - grabación
- Marshall Lorenzo Martin - composición
- Vernon Mungo - asistencia de mezcla
- Alvin Speights - mezcla
- T-Boz - composición, voz